# Dincsér Oszkár
Dincsér Oszkár (Eger, 1911 – Bern, 1977) népzenekutató. 
Kodály Zoltán növendékeként zeneszerzői és karnagyi diplomát szerzett a Zeneakadémián. 
1935-ben az Magyar Nemzeti Múzeum Néprajzi Tárához került gyakornoknak, ahol Lajtha László útmutatása alapján kezdett népzenét gyűjteni, többek közt felvidéki dudások, a gyímesi csángó hegedűsök és gardonosok, valamint a szentesi tekerősök körében (ez utóbbit az ún. Pátria népzenei lemezsorozat számára is), 1939-ben.
1938-1942 között a Pázmány Péter Tudományegyetemen tanult, ahol néprajzból, filozófiából, esztétikából és művészettörténetből doktorált.
1942-ben kinevezték az Magyar Nemzeti Múzeum Néprajzi Osztálya vezetőjévé.
1944-ben Németországba, Wiesengrundba deportálták, ahonnan két hónap után sikerült megszöknie. Hosszas bujkálás után és menekülttáborokban töltött évek után Bernben telepedett le.
Kimagasló érdemeket szerzett a hangszeres népzenekutatás területén a modern szemléletű (az egyén és a közösség, illetve a hangszer és a hangszerjátékos viszonyát vizsgáló) gyűjtésmódjával, az anyag tudományos feldolgozásával.